# Emilie von Schaezler
Emilie Freifrau von Schaezler geborene von Froelich (* 26. Januar 1802 in Augsburg; † 28. September 1852 in München) war eine deutsche Philanthropin und Stifterin.

## Leben und Wirken
Ihre Eltern waren der Bankier und Kattunfabrikbesitzer Christoph von Froelich, der 1821 in den bayerischen Adelsstand erhoben wurde, und dessen Ehefrau Friederike von Froelich, geb. Wohnlich. Im Alter von 17 Jahren heiratete sie den Bankier und Unternehmer Ferdinand Benedikt Schaezler aus der Augsburger Dynastie Schaezler. Aus der Ehe gingen zwei Söhne hervor.

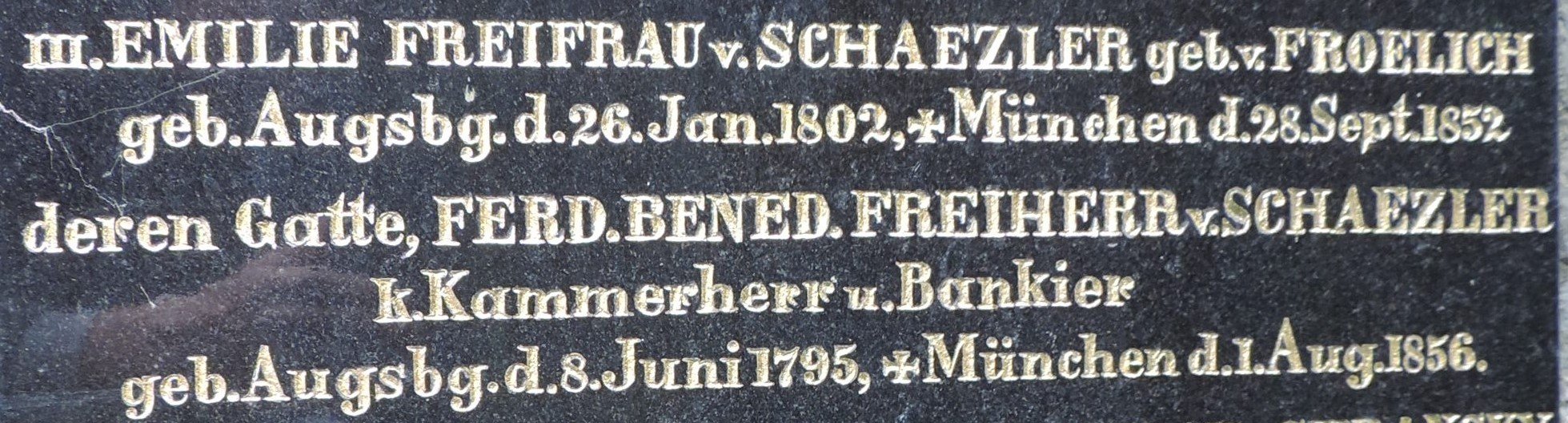
Inschrift auf der Grabplatte des Familiengrabes

Die Freifrau engagierte sich vor allem im Bereich der Kleinkindpädagogik. Dabei unterstützte sie den Lehrer Johann Georg Wirth, der 1834 im Auftrag der Stadt Augsburg die erste Kleinkinderschule gründete. In Augsburg stiftete und unterstützte die Adelige  mehrere Kleinkinderbewahranstalten und war maßgeblich an der Gründung des Frauenvereins für Beförderung der Zwecke der Klein-Kinder-Bewahranstalten Augsburg beteiligt. Durch die Beziehung der Schaezlers zum bayerischen Königshaus konnten sie die Königin Therese von Bayern dafür gewinnen, das Protektorat für den Verein zu übernehmen. Die sozial engagierte Landesmutter besuchte auf Wunsch von Emilie von Schaezler im Juni 1841 die Augsburger sozialen Einrichtungen für Kleinkinder. Emilie von Schaezler wurde im Familiengrab auf dem Protestantischen Friedhof in Augsburg beigesetzt. 
In Augsburg erinnert die Emilienstraße an die Freifrau.